# Iwan Fotijewitsch Stadnjuk
Iwan Fotijewitsch Stadnjuk (russisch Ива́н Фо́тиевич Стадню́к, geboren 1920 in Kordyschiwka, Ukraine; gestorben 1994) war ein sowjetisch-russischer Schriftsteller und Journalist ukrainischer Abstammung. Stadnjuk ist bekannt für Werke, die meist das ukrainische Dorfleben vor dem und während des Zweiten Weltkrieges, in der Sowjetunion bekannt als Großer Vaterländischer Krieg, behandeln.

## Werdegang
Stadnjuk wurde im Dorf Kordyschiwka (ukrainisch: Кордишівка) im Bezirk Winnyzja geboren. 1932, während der großen Hungersnot in der Ukraine, flüchtete er zu seinem Bruder, der in der Oblast Tschernihiw lebte und Parteifunktionär war. Iwan Stadnjuk besuchte die Schule und fing an, in der Zeitung Stalinskij schljach (Сталинский шлях – deutsch etwa „Stalinscher Weg“) zu veröffentlichen. Er war ab 1940 Mitglied der KPdSU. Am Krieg beteiligte er sich ab dem 22. Juni 1941. Nach dem Krieg absolvierte er 1957 die Fakultät der Redaktionsarbeit des Typographischen Institutes bei der Moskauer Universität.
Iwan Stadnjuk fungierte 1965 bis 1972 als stellvertretender Redakteur der Zeitschrift Ogonjok (Огонёк).

## Werke
Bekannt ist sein Mehrteiler „Krieg“ (in der DDR auch mehrfach auf Deutsch herausgegeben). Er galt als regimetreu und befürwortete einen sowjetischen Patriotismus, dennoch schilderte er auch wahrheitsgetreu den schrecklichen Hunger von Anfang der 1930er Jahre.
1993 veröffentlichte Stadnjuk seine Memoiren unter dem Titel „Das Bekenntnis eines Stalinisten“ (Исповедь сталиниста).